# Tjark Bartels

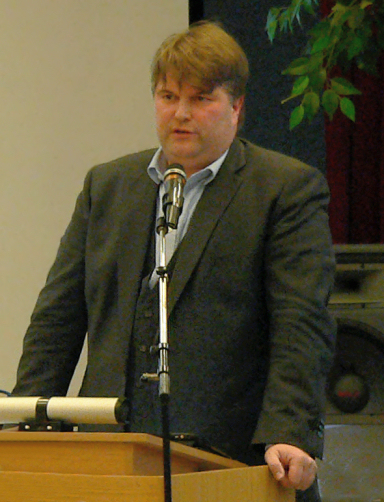
Tjark Bartels, 2018

Tjark Bartels (* 28. Mai 1969 in Burgwedel) ist ein deutscher Politiker (SPD). Er war Bürgermeister der Gemeinde Wedemark und Landrat des Landkreises Hameln-Pyrmont.

## Leben
Bartels wuchs in der Wedemark auf. Nach Abitur und Zivildienst studierte er an der Leibniz-Universität in Hannover Rechtswissenschaften. Er schloss das anschließende Referendariat im Jahr 2000 mit dem zweiten juristischen Staatsexamen ab. Er war Lehrbeauftragter der Fachhochschule für Wirtschaft und Technik in Vechta sowie Mitbegründer und geschäftsführender Gesellschafter eines Beratungsunternehmens.
Im Jahr 2006 gewann Bartels die Wahl zum hauptamtlichen Bürgermeister der Gemeinde Wedemark. Am 28. Mai 2013 stellte die SPD Hameln-Pyrmont Bartels als Kandidat für die Landratswahl am 22. September 2013 auf. Die Landratswahl wurde vorgezogen, da der gewählte Landrat Rüdiger Butte am 26. April 2013 in seinem Büro von einem Bürger erschossen worden war. In der Stichwahl am 6. Oktober 2013 gewann Bartels gegen seinen Herausforderer Uwe Schünemann mit 59,84 % der Stimmen.
Tjark Bartels ist bundesweit bekannt als Initiator und Sprecher einer Zusammenarbeit von 20 Landkreisen, durch die ursprünglich die Gleichstrom-Höchstspannungsleitung Südlink verlaufen sollte. Unter der „Hamelner Erklärung“ bekannten sich die Landkreise zur Notwendigkeit einer solchen Trasse, kritisierten aber die Planungen des Netzbetreibers Tennet und forderten eine Verlegung als Erdkabel. Im Februar 2015 wies die Bundesnetzagentur TenneT an, die Planungen zu überarbeiten und entsprach in wesentlichen Teilen den Forderungen der Landkreise. Im Koalitionsausschuss einigten sich die Spitzen der Regierungsparteien neben anderen Punkten auf einen Vorrang des Erdkabels beim Südlink und anderen Gleichstromtrassen.
Bartels unterstützte die Pläne, in der Gemeinde Emmerthal auf dem früheren Gelände der Reichserntedankfeste den Dokumentations- und Lernort Bückeberg einzurichten. Dies beschloss schließlich der Kreistag von Hameln-Pyrmont 2018. Da sich seit 2009 gegen das Vorhaben am Hang des Bückebergs eine grundsätzliche Kritik durch die Bevölkerung vor Ort und die Lokalpolitik verfestigt hatte, wirkte er an einem 2018 geschlossenen Kompromiss zur Realisierung mit.
Im Jahr 2019 geriet Bartels in die Medien im Zusammenhang mit dem  Missbrauchsfall Lügde, wozu er Fehler seiner Behörde einräumte. Das Jugendamt des Landkreises Hameln-Pyrmont hatte dem späteren Hauptverdächtigen in dem Fall die Pflege eines Kindes übertragen, obwohl es innerhalb von fünf Monaten drei voneinander unabhängige Hinweise auf seine mögliche Pädophilie gegeben habe.
Im Oktober 2019 wurde nach mehrmonatiger Krankheit auf seinen Antrag vom Niedersächsischen Ministerium für Inneres und Sport ein Verfahren zu seiner Versetzung in den Ruhestand aufgrund von Dienstunfähigkeit eingeleitet. In einer öffentlichen Videobotschaft machte er Angaben zu den Gründen seines Ausscheidens. Damit löste er eine Debatte um Umgangsformen in Politik, Medien und sozialen Netzwerken aus, an dem sich neben dem niedersächsischen Ministerpräsidenten Stephan Weil auch Politiker anderer Parteien beteiligten. Am 28. Oktober 2019 hat das Niedersächsische Innenministerium Bartels in den Ruhestand versetzt. „Der Hameln-Pyrmonter Kreistag ist mehrheitlich zu der Auffassung gelangt, dass der Auslöser der Arbeitsunfähigkeit des früheren Landrates Tjark Bartels als Dienstunfall zu werten ist.“
Bartels ist Gründer und gemeinsam mit Hauke Jagau Partner der Beratungsfirma „Bissendorf Consulting“, für die auch Heino Wiese tätig war. Bissendorf Consulting berät nach eigenen Angaben „an der Schnittstelle von Wirtschaft und Politik“ und wurde am 16. Juni 2023 mit Ersteintrag in das Lobbyregister für Bundestag und Bundesregierung aufgenommen.
2022 wurde Tjark Bartels von Bundesentwicklungsministerin Svenja Schulze aufgrund seiner Erfahrungen mit Partnerschaften zu Israel, Südafrika und Schweden und seines Engagement im Netzwerk Act Now (Wien) zu einem der ca. 30 ehrenamtlichen Botschafter für kommunale Entwicklungspolitik.
Bartels ist verheiratet und hat drei Kinder. Er lebt in der Region Hannover im Ortsteil Bissendorf der Gemeinde Wedemark.